# 4:99

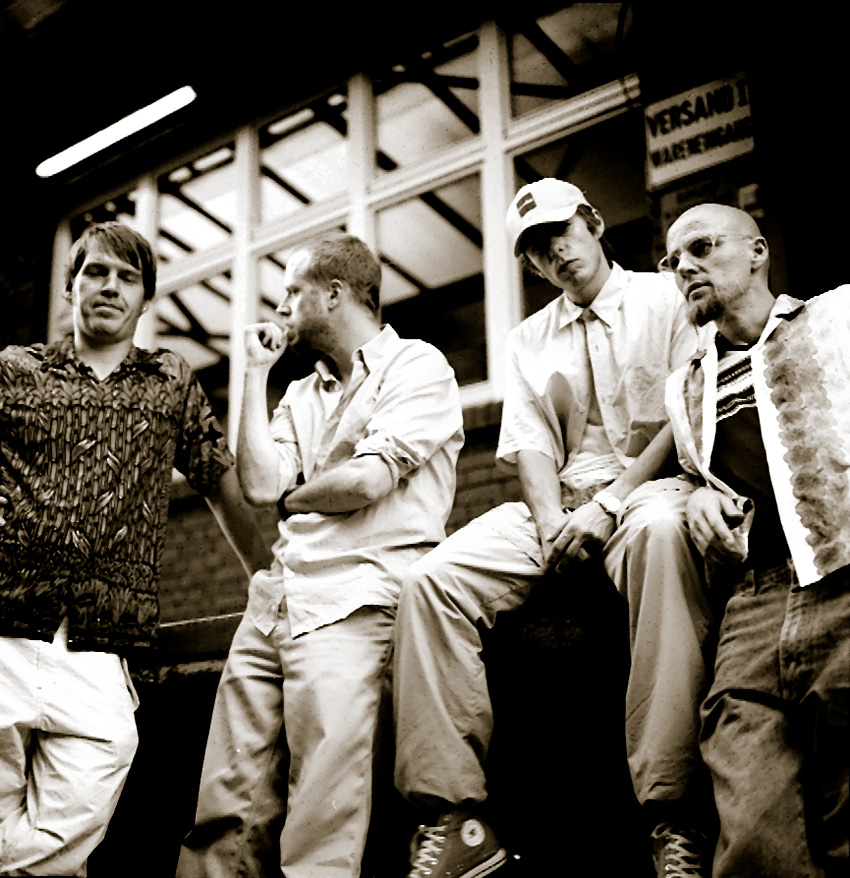
Bandmitglieder im Jahr 1999

4:99 ist das fünfte reguläre Studioalbum der Fantastischen Vier. Es wurde am 26. April 1999 bei Sony Music Entertainment veröffentlicht, 2002 folgte eine LP-Version auf dem bandeigenen Plattenlabel Four Music. 2009 wurde anlässlich des 20. Bühnenjubiläums der Band eine digital überarbeitete Version des Albums veröffentlicht, die einige Remixe als Bonustitel enthält.

## Stil und Rezeption
Auf „4:99“, wie bereits auf den Vorgängeralben, arbeiteten Die Fantastischen Vier mit Sampling. Bekannt wurde vor allem der Refrain von Die Stadt die es nicht gibt, für den ein Liedzitat von Hildegard Knefs Im 80. Stockwerk verwendet wurde. Dieses Stück sollte auch die erste Single werden, bis sich die Band dann doch für MfG – Mit freundlichen Grüßen entschieden hatte. In Hammer ist ein Ausschnitt aus U Can’t Touch This von MC Hammer zu hören. FunkYms20 ist ein Instrumentalstück von And.Ypsilon im Stil seiner Solowerke. Millionen Legionen ist die Fortsetzung des Stückes Krieger vom Album Lauschgift. Buenos Dias Messias ist eine Art der Abrechnung der Vier mit der Presse und den Medien im Allgemeinen. Im dazugehörigen Videoclip verkleideten sich die Vier als eine Art Untergrundorganisation und tauchten auf diversen Veranstaltungen wie dem Echo oder in Fernsehserien wie Peep unangekündigt auf und stifteten Unruhe. Die Band wollte damit die Verrohung des Fernsehprogrammes deutlich machen. Im Song und Videoclip zu Michi Beck in Hell spielt Michael DJ Beck alias Hausmarke seinen eigenen Tod. Er wird pleite, verliert sein ganzes Geld und landet am Ende in der Hölle. Das Video zu Le Smou wurde in einer echten Psychiatrie gedreht.
Im Vergleich zu dem vier Jahre zuvor erschienenen Vorgängeralbum „Lauschgift“ ist „4:99“ ruhiger gehalten, auch die Texte sind nachdenklicher geworden. Die Kritiken fielen positiv aus: So fand Laut.de lobende Worte und AllMusic vergab die Auszeichnung als AMG Album Pick.

## Titelliste
| Nr. | Titel                                             | Länge |
| --- | ------------------------------------------------- | ----- |
| 1.  | Und täglich grüßen Fanta Vier / Romantic Fighters | 1:23  |
| 2.  | 30 Mark (Skit)                                    | 0:42  |
| 3.  | MfG – Mit freundlichen Grüßen (1. Maxi)           | 3:35  |
| 4.  | Hammer                                            | 4:59  |
| 5.  | Die Stadt die es nicht gibt                       | 4:29  |
| 6.  | 0:29 (Skit)                                       | 0:30  |
| 7.  | Alles schon gesehen (Smudo Solo)                  | 4:25  |
| 8.  | Michi Beck In Hell (Michi Beck Solo, 2. Maxi)     | 5:12  |
| 9.  | Home Again (Skit)                                 | 0:44  |
| 10. | Le Smou (Smudo Solo, 2.Maxi)                      | 4:38  |
| 11. | Weiter als du denkst                              | 5:22  |
| 12. | Millionen Legionen (Thomas D. Solo)               | 5:38  |
| 13. | Schmock                                           | 4:16  |
| 14. | FunkYms20 (Andy Ypsilon Solo)                     | 1:45  |
| 15. | Hoffnung (Smudo Solo)                             | 5:05  |
| 16. | Buenos Dias Messias (2. Maxi)                     | 4:31  |
| 17. | Gute Nacht (Skit)                                 | 0:56  |

## Kommerzieller Erfolg

### Chartplatzierungen
Das Album schaffte es als bislang einziges Album der Fantastischen Vier in Deutschland, Österreich und der Schweiz jeweils auf Platz 1, die erste Single MfG – Mit freundlichen Grüßen auf Platz 2 der Hitparade.
| ChartsChartplatzierungen | Höchstplatzierung | Wochen |
| ------------------------ | ----------------- | ------ |
| Deutschland (GfK)        | 1 (26 Wo.)        | 26     |
| Österreich (Ö3)          | 1 (22 Wo.)        | 22     |
| Schweiz (IFPI)           | 1 (21 Wo.)        | 21     |

| ChartsJahrescharts (1999) | Platzierung |
| ------------------------- | ----------- |
| Deutschland (GfK)         | 6           |
| Österreich (Ö3)           | 8           |
| Schweiz (IFPI)            | 31          |

### Auszeichnungen für Musikverkäufe
| Land/Region        | Auszeichnungen für Musikverkäufe (Land/Region, Auszeichnung, Verkäufe) | Verkäufe |
| ------------------ | ---------------------------------------------------------------------- | -------- |
| Deutschland (BVMI) | Gold                                                                   | 250.000  |
| Schweiz (IFPI)     | Gold                                                                   | 25.000   |
| Insgesamt          | 1× Gold ·                                                              | 275.000  |